# 1187
1187 (MCLXXXVII) fue un año común comenzado en jueves del calendario juliano.

## Acontecimientos
- Saladino proclama la guerra santa contra los francos a principios de año [1].
- 1 de mayo: Saladino derrota a los templarios y hospitalarios en la batalla de Seforia, cerca de Nazaret.
- 24 de junio: batalla de Umra, cerca de Gafsa, en el desierto de Túnez, entre los almohades y los rebeldes almorávides.
- 2 de julio: Saladino toma Tiberíades.
- 4 de julio: Saladino derrota a los ejércitos cruzados en la Batalla de los Cuernos de Hattin. Colapso del Reino de Jerusalén.
- 2 de octubre: Saladino toma Jerusalén.
- Canuto I de Suecia hace construir un castillo en la isla de Estocolmo.
- Se crea la orden de los caballeros teutónicos bajo el modelo de los Caballeros templarios.
- Gregorio VIII sucede a Urbano III como papa.
- Clemente III sucede a Gregorio VIII como papa.
- Matrimonio del rey Fernando II de León con Urraca López de Haro, hija de Lope Díaz I de Haro, señor de Vizcaya.
- Traducción de Almagesto de Ptolomeo, obra capital de la astronomía, del árabe al latín.
- El nombre de Ucrania aparece por primera vez en un escrito, como parte del territorio del Rus de Kiev.
- Los toltecas son depuestos en Chichén Itzá.
- El califa almohade Yaqub al-Mansur reconquista las ciudades de Gabes e Ifriqiya al pretendiente almorávide Banu Ganiya.[1]
- Se termina de disolver la cultura de Tihuanaco.

## Nacimientos
- 29 de marzo: Arturo I de Bretaña, duque bretón.
- 5 de septiembre: Luis VIII, rey francés.
- Pedro I de Urgel, conde español.

## Fallecimientos
- 20 de octubre: Urbano III, papa italiano entre 1185 y 1187.
- 17 de diciembre: Gregorio VIII, papa italiano en 1187.
- Fernando de León (1178-1187), hijo del rey Fernando II de León y de su segunda esposa, la reina Teresa Fernández de Traba.
- Balduino de Ibelín, aristócrata del Reino de Jerusalén.
- Gerardo de Cremona, traductor y escritor italiano, afincado en España.
- Reinaldo de Châtillon, caballero francés, asesinado por Saladino.